# Zwerg Nase (2021)
Zwerg Nase ist ein deutscher Märchenfilm aus dem Jahr 2021. Er basiert auf dem gleichnamigen Märchen von Wilhelm Hauff und gehört zur ZDF-Märchenfilmreihe Märchenperlen. Produziert wurde der Film von der PROVOBIS FILM im Auftrag des ZDF. Unter der Regie von Ngo The Chau spielen Mick Morris Mehnert (Jakob), Daniel Zillmann (Herzog Kunz) und Anica Dobra (Fee Kräuterweis) die Hauptrollen. Der Märchenfilm wurde beim Schlingel Filmfestival 2021 uraufgeführt. Die Fernseherstausstrahlung war am 24. Dezember 2021.

## Handlung
An Markttagen hilft der 12-jährige Jakob seiner Mutter am Gemüsestand. Eines Tages taucht die böse Fee Kräuterweis auf und beschimpft die Ware der Mutter, woraufhin Jakob seinerseits die Fee beleidigt und sich insbesondere über ihre Nase lustig macht. Dennoch kauft die Alte und lässt Jakob das Gemüse heimtragen. In ihrem Haus nimmt sie Jakob gefangen. Sieben Jahre lang wird Jakob von der Fee Kräuterweis zum Koch ausgebildet und bekocht ihre Festgäste. Dabei lernt Jakob alle Gerichte aus einem singenden Zauberkochbuch kennen, das die Fee dem Zauberer Wetterbock einst entwendet hatte. Aber eine Seite aus dem Buch hat Kräuterweis herausgerissen. Als das Fest vorbei ist, endet auch Jakobs Lehrzeit. Bevor die Fee ihn entlässt, verzaubert sie ihn mit Hilfe eines Krauts, das sie in eine Suppe mischt, in einen Zwerg mit einer langen Nase.
Bei seiner Rückkehr auf den Markt erkennt ihn seine Mutter nicht mehr, und die Händler verjagen Jakob aus der Stadt. In seiner Verzweiflung besinnt Jakob sich auf seine Fähigkeiten als Koch. Er bewirbt sich beim Herzog Kunz, der für seine Schlemmerei bekannt ist. Die Suppe, die der Zwerg zubereitet, überzeugt den Herzog von dessen Kochkünsten. Er gibt dem Zwerg den Namen Nase und ernennt ihn erst zum Unterküchenmeister, später befördert er ihn zum Oberküchenmeister. Sein früherer Chef wird zum Unterküchenmeister degradiert.
Auf dem Markt erwirbt Nase eine sprechende Gans. Es ist die von der Fee Kräuterweis in eine Gans verwandelte Tochter des Zauberers Wetterbock. Der gedemütigte frühere Oberküchenmeister beobachtet Nase, wie er mit der Gans spricht. Er spinnt eine Intrige und verspricht dem Herzog, ihm am nächsten Tag Gänsebraten aufzutischen. Als der frühere Oberküchenmeister die Gans schlachten will, droht Nase, dessen Kanarienvogel zu töten. Dadurch erkennt dieser, wie schmerzvoll es sein kann, ein geliebtes Tier zu verlieren, und lässt von Mimi ab.
Auch der Herzog fühlt sich gedemütigt und zwar vom Fürsten Humbert, seinem Konkurrenten, der überall, besonders aber bei der Jagd, erfolgreicher ist als er. Der Herzog kommt auf die Idee, den Fürsten durch die Kochkünste seines neuen Oberküchenmeisters zu übertrumpfen. Er lädt den Fürsten zu einem Festmahl ein. Dieser will nicht glauben, dass der kleine Koch des Herzogs besser kochen kann als sein eigenes Personal.
Der Herzog meint schon, er habe diesmal die Nase vorn, als der Fürst die Pastete Souzeraine bestellt, die Jakob jedoch nicht kennt. Mimi aber kann ihm fast alle Zutaten der Pastete verraten. Doch als der Fürst die Pastete probiert, fehlt das Kräutchen Niesmitlust, von dem Jakob noch nie gehört hat. Der erzürnte Herzog droht Jakob hinrichten zu lassen, wenn es ihm nicht gelingt, bis zum nächsten Tag die richtige Pastete zuzubereiten. Doch wieder weiß Mimi Rat. Jakob kann das Schloss, das streng bewacht wird, zwar nicht verlassen, doch gibt es ein Gewächshaus, in dem die beiden das Kraut finden. Sein Geruch erinnert den Zwerg an die Suppe, die er vor seiner Verwandlung bei der Fee Kräuterweis gegessen hat und begreift schließlich, dass das Pastetenrezept auf der fehlenden Seite des Kochbuchs stand. Anstatt es für die Pastete zu verwenden, isst er Niesmitlust selbst. Aus dem Zwerg Nase wird wieder Jakob, jetzt ein stattlicher junger Mann.
Bei seiner Flucht aus dem Schloss erkennen die Wachen Jakob nicht, doch weil er die Gans aus dem Schloss tragen will, werden sie misstrauisch. Da kommt der frühere Oberküchenmeister Jakob zu Hilfe und schlägt eine Wache nieder. Er hat erkannt, dass er viele Jahre lang dem falschen Herrn gedient und dessen Launen ertragen hat. Mimi richtet zusätzliches Chaos an, Jakob kann mit ihr fliehen, und der Herzog und der Fürst geraten in einen heftigen Streit. Herzog Kunz beschuldigt Fürst Humbert, den Zwerg Nase entführt zu haben, um das Duell um die beste Küche zu gewinnen. Schließlich erklären die beiden einander den Krieg.
Der Zauberer Wetterbock verwandelt die Gans wieder in seine Tochter zurück. Nun will der Zauberer der Fee endgültig ihre Macht nehmen. Nach einem kurzen Kampf schließt er sie in ihrem eigenen Verlies ein. Jakob kehrt zu seiner Mutter zurück und übergibt ihr eine Kette, die sie ihm am Tag seiner Entführung anvertraut hatte. Dadurch erkennt sie ihren Sohn wieder. Jakob und Mimi werden ein Paar, eröffnen ein Wirtshaus und genießen ihre Freiheit. Der Kräuterkrieg wird durch den Pastetenfrieden beendet.

## Hintergrund

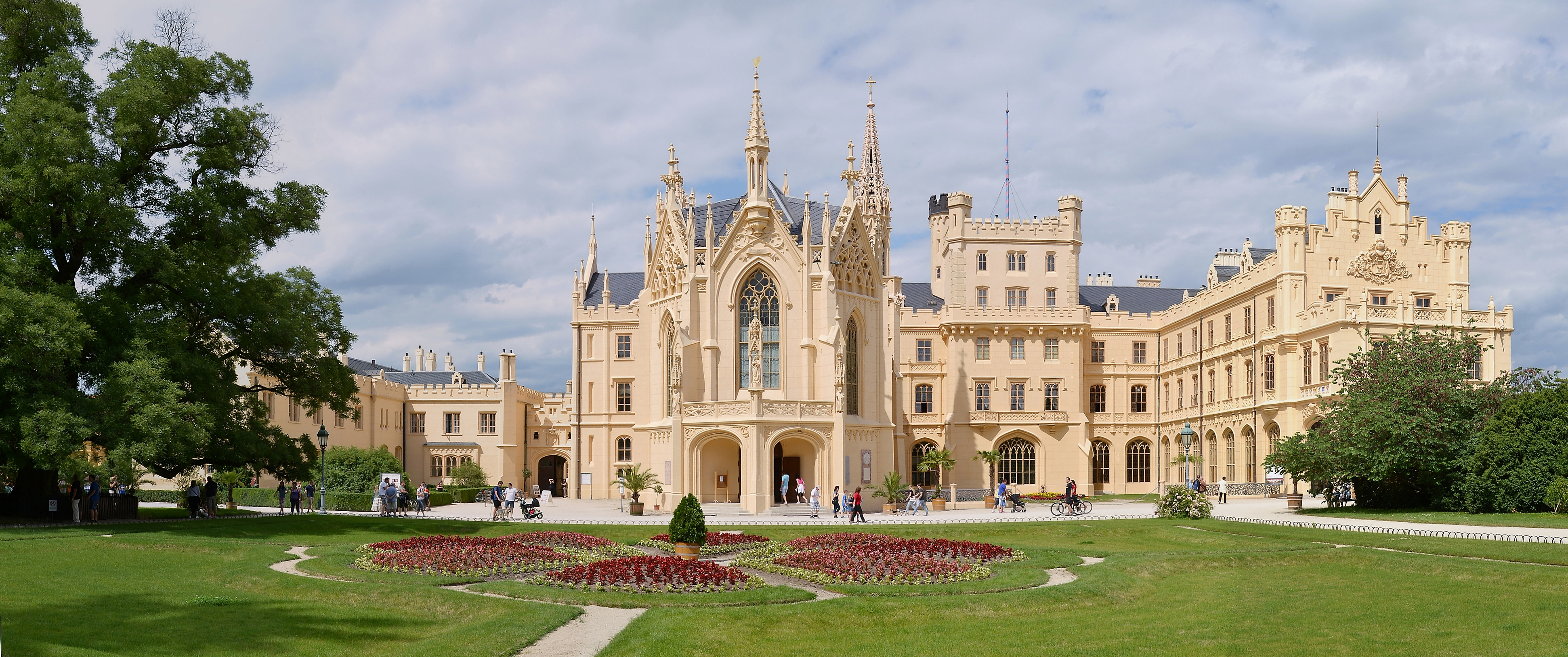
Schloss Lednice

Der Märchenfilm wurde im Februar und im März 2021 auf Schloss Lednice, in Loket und Schloss Ploskovice in Tschechien gedreht.

## Unterschiede zum Originalmärchen
Im Gegensatz zu der Verfilmung des Märchens aus dem Jahr 2008, die vom Bayerischen Rundfunk in Auftrag gegeben wurde und ebenfalls in der DVD-Reihe Märchenperlen erschienen ist, fehlt hier die politische Komponente nicht. Wilhelm Hauff hatte in der Darstellung des Herzogs und des Fürsten das eigensüchtige Konkurrenzverhalten und die Machtbesessenheit der deutschen Fürstenfamilien, die zu seiner Zeit mehr oder weniger souveräne Kleinstaaten regierten, kritisiert. Auch der Name der Pastete Souzeraine ist eine Anspielung auf damals geltende politische Verhältnisse. Märchen und phantastische Literatur waren die Erzählformen, die in der Zeit des Vormärz mit ihren strengen Zensurbestimmungen politische Kritik möglich machten. In der Verfilmung von 2008 war die Auseinandersetzung des Herzogs mit dem Fürsten, durch einen Streit zwischen dem Herzog und seiner Braut um den Geschmack der Pastete ersetzt worden. Der Drehbuchautor Adrian Bickenbach hielt sich in der Verfilmung von 2021 an die Vorlage Hauffs.
In anderen Punkten weicht der Film von Hauffs Vorlage deutlich ab. So wurde die Rahmenhandlung, die an einem orientalischen Hof spielt, wo ein Sklave die Geschichte aus Deutschland erzählt, weggelassen.
Während Hauff zu Anfang die Familiensituation von Jakob schildert, ist im Film die Vaterfigur ganz gestrichen.
Bei Hauff erlernt Jakob in jedem Jahr seiner Gefangenschaft eine neue Tätigkeit und arbeitet dabei mit Meerschweinchen und Eichhörnchen zusammen. Im Film spielt hingegen ein Zauberkochbuch eine zentrale Rolle, in welchem eine Seite fehlt, auf der das Rezept der „Königinnen der Pasteten“ geschrieben stand. Dieses Kochbuch hatte die Fee angeblich Zauberer Wetterbock einst entwendet. Unter dem Bann des magischen Kochbuchs beginnt Jakob alle Rezepte durchzukochen für ein geisterhaftes Fest und bemerkt nicht, dass derweil 7 Jahre vergangen sind. Im Originalmärchen wird Jakob schon zu Beginn seiner Gefangenschaft durch eine Suppe „betäubt“, die ihm die vergangenen Jahre als Traum hatten erscheinen lassen. Im Film bekommt Jakob am Ende seiner Lehrzeit die Suppe, die ihn in den Zwerg Nase verwandelt.
Die Rolle des Zauberers Wetterbock, der bei Hauff nur am Ende seines Märchens auftritt, wurde stark erweitert. Jakob besucht ihn in der Hoffnung, der Zauberer könne ihn zurückverwandeln, doch das gelingt nicht, sodass Jakob kurz davor ist, sich umzubringen. Am Schluss besiegt Wetterbock die Fee Kräuterweis, die bei Hauff nach dem Ende der Entführung nicht mehr vorkommt.
In der Schlossküche wartet Nase mit zahlreichen philosophischen Sprüchen auf, wie:
- Je höher unsere Ziele sind, je raffinierter die Rezepte, desto mehr werden wir daran wachsen.
- Ein Tag mit schlechtem Essen ist ein verlorener Tag.
- Wert ist nicht immer eine Frage von Größe.

Neu ist auch Mimis Behauptung, von der Fee verwandelt worden zu sein, als sie versucht hätte, das Kochbuch ihres Vaters zurückzuholen. Während ihrer Gespräche mit Nase in seiner Kammer erscheint ihm Mimi als Mensch.
Nachdem Mimi das Kraut Niesmitlust entdeckt, riecht Jakob nicht nur daran, sondern er isst es auf. Erst danach verwandelt er sich zurück.
Auch die Figur des Ober-Unterküchenmeisters wurde im Film ausgearbeitet. Während ihn Hauff nach seiner Absetzung als Oberküchenmeister nicht weiter verfolgt, wird im Film die Rivalität und die innere Wandlung des Küchenmeisters ausfabuliert.
Mimi zwickt eine Küchenhilfe, sodass diese Erbsen verstreut, die die Wachen zu Fall bringen, ein Element, das eigentlich aus der Sage Die Heinzelmännchen stammt.
Während Mimi bei Hauff bei ihrem Vater bleibt, werden Jakob und Mimi im Film ein Paar.

## Kritiken
Hans-Peter Koll schrieb im Kölner Stadt-Anzeiger: „Mehrmals schon wurde das berühmte Märchen von Wilhelm Hauff (1802-1827) verfilmt, selten aber in seiner Vollständigkeit und noch seltener mit so viel Sorgfalt und Fabulierfreude wie im neuen Film aus der Weihnachtsreihe „Märchenperlen“. […] Auch die tragische Seite von Jakobs Schicksal bleibt jederzeit nachempfindbar: […] ‚Ich bin in einem Gefängnis aus Fleisch und Blut‘, klagt er, ‚am Ende gehöre ich nirgends dazu und bleibe allein.‘ Und doch wird alles gut und Jakob reich belohnt. Dank seiner selbstlosen Freundlichkeit erkennen die Menschen, dass sie selbst Güte und gegenseitigen Respekt verloren und zu lange den falschen Herren gedient haben. Daraus wird keine moralisch belehrende Fabel, vielmehr ein abwechslungsreich und atmosphärisch erzähltes Abenteuer, das geschickt Grusel und Magie, Spannung und Humor ins Verhältnis setzt. [...] Diese politischen Anspielungen hatte Wilhelm Hauff als satirische Nadelstiche gegen die damalige Kleinstaatlichkeit Deutschlands gesetzt, heute funktionieren sie immer noch als Seitenhiebe auf kleingeistige Machtspiele, die auf dem Rücken der Bevölkerung ausgetragen werden.“
In der Frankfurter Allgemeinen Zeitung wertete Tilmann Spreckelsen: „Auch er [Ngo The Chau] geht von historisierenden Kulissen aus [...], aber er benutzt sie nicht als Dekor und teilt auch keine wohlfeilen Botschaften aus, sondern er lässt die Akteure, allen voran Mick Morris Mehnert als Zwerg Nase, spielen mit einer Intensität und Wucht, als wären sie dort zuhause. [...] Ein Herzog ohne Tischmanieren, gesteuert von der nackten Gier, und eine Kamera, die das nicht etwa verurteilt oder bloßstellt, sondern begeistert mitmacht: Auch das ist ein Weg, die Vorlage ernst zu nehmen und zugleich ein Kunstwerk aus eigenem Recht zu schaffen. […] Das Kräutlein Niesmitlust kann dem Herzog geben, was er am sehnlichsten wünscht, den vollen Genuss seiner Wunderpastete. […] Allein sein Ausdruck, wenn er sich entscheidet, das Kraut selbst zu essen, lohnt das Anschauen des gesamten Films.“
Rainer Tittelbach von tittelbach.tv urteilte: „Wie die meisten Märchenfilme im Zweiten besticht auch ‚Zwerg Nase‘ durch seine optische Brillanz. Bis auf eine grandiose Montage- und Tricksequenz zu Beginn ist der Film, der zur Hälfte im Schloss des Herzogs spielt, weitgehend szenisch erzählt, die ikonografische Vielfalt der Räume und die Sinnlichkeit der Ausstattung en detail (das Mobiliar, die Kleidung, die Maske, die Speisen) sorgen dennoch für einen optischen Genuss allererster Güte.“
Oliver Armknecht von film-rezensionen.de meinte hingegen:  „Wie sinnvoll es ist, dasselbe Märchen gleich mehrfach unterzubringen, während es noch so viele gibt, die eine Adaption vertragen können, darüber lässt sich streiten. Zumal die 2021er Version – im Gegensatz zu so manch anderem Film der Märchenperlen – keine wirklichen neuen Wege beschreitet. […] Zwerg Nase ist ein klassisches Märchen, das sich nicht dafür schämt, in der Tradition der vielen anderen Verfilmungen der Geschichte um den kochenden Zwerg zu stehen. Man weiß hier, was funktioniert, und hält sich daran. [...] Alles gnadenlos überzogen, aber durchaus amüsant.“
Für Phantastik Filmjahr 2022 schrieb Peter M. Gaschler: Das Märchen „ist vorzüglich gespielt und optisch ein Genuss in seinem hinreißend detaillierten Mobiliar, in Kleidung, Masken, Kostümen und Speisen. Grandiose Visual Effects, wenn in der Hexenküche plötzlich die Gesetze von Raum und Zeit aufgehoben sind und ‚Zwerg Nase‘ sich mit allem messen kann, was ILM jemals geschaffen hat.“